# 汪家铺镇
汪家铺镇，是中华人民共和国河北省沧州市沧县下辖的一个镇，原名汪家铺乡，2023年1月13日撤乡设镇。

## 行政区划
汪家铺镇下辖以下地区：
董家庄村、端庄子村、尚家园村、沈家铺村、芦王庄村、三里堤村、瓦仓村、汪家铺村、彭店村、于庄子村、施家堤村、云河堤村、刘进士村、周孙庄村、七里淀村、潘庄子村、高辛庄村、曹家庄村、高庄子村、踅庄子村、马士庄村、张牛庄村、杨家桥村和孙佛庄村。